# Vjatjeslav Viskovskij
Vjatjeslav Viskovskij, ursprungligen Vjatjeslav Kazimirovitj Viskovskij, född 1881 i Odessa, Kejsardömet Ryssland, död 1933 i Leningrad, Sovjetunionen, var en rysk filmregissör, manusförfattare och skådespelare.

## Filmografi

### Regi
- 1918 - Posledneje tango [2][3]